# Lista Real de Saqqara

La Lista Real de Saqqara, custodiada en el Museo de El Cairo, fue encontrada en 1861 en Saqqara; estaba grabada en la tumba de Tenry, un sacerdote y escriba de Ramsés II. 
Contiene cartuchos con los nombres de 58 faraones (solo 47 sobreviven o son parcialmente legibles) comenzando por Adyib (Merbiapen), faraón de la primera dinastía, hasta Ramsés II de la dinastía XIX. 
Omite los gobernantes desde la última época de la dinastía VI hasta mediada la dinastía XI. 
Tampoco están los faraones que reinaron entre la dinastía XII y la dinastía XVIII, debido posiblemente a su disconformidad por motivos religiosos o políticos, con los dignatarios del segundo periodo intermedio de Egipto.
Están en orden inverso los dos faraones de la dinastía XI y todos los de la dinastía XII.

## Faraones nombrados
| En la franja inferior (de izquierda a derecha) Dinastía I - 1 mr-bi3-pn (Merbiapen) - Adyib - 2 k-b-ḥ-u (Kebehu) - Qaa Dinastía II - 3 b3.u-nṯr (Baunecher) - Hetepsejemuy - 4 k3-k3-u (Kakau) - Nebra - 5 b3-nṯr.u (Banecheru) - Nynecher - 6 u3ḏ-ns (Uadynas) - Uneg - 7 snḏ (Senedy) - Sened - 8 nfr-k3-rˁ (Neferkara) - Neferkara - 9 nfr-k3-skr (Neferkaseker) - Neferkaseker - 10 ḥu-ḏ-f3 (Hudyefa) - Hudyefa - 11 bby (Beby) - Jasejemuy Dinastía III - 12 ḏsr (Dyeser) - Necherjet - 13 ḏsr-tti (Dyeser-Teti) - Sejemjet - 14 nb-k3-rˁ (Nebkara) - Nebkara - 15 ḥ-u-n-y (Huny) - Huny Dinastía IV - 16 s-nfr-u (Seneferu) - Seneferu - 17 ḫu-fu (Jufu) - Jufu - 18 ḏdf-rˁ (Dyedefra) - Dyedefra - 19 ḫˁu-f-rˁ (Jaufra) - Jafra - 20 mn-k3u-rˁ (Menkaura) - Menkaura - 21 (Falta este fragmento) - 22 (Falta este fragmento) - 23 (Falta este fragmento) - 24 (Falta este fragmento) Dinastía V - 25 user-k3-f (Userkaf) - Userkaf - 26 sˁh-u-rˁ (Sahura) - Sahura - 27 nfr-ir-k3-rˁ (Neferirkara) - Neferirkara - 28 špss-k3-rˁ (Shepseskara) - Shepseskara - 29 ḫˁ-nefer-rˁ (Janeferra) - Neferefra-Isi | En la franja superior (de izquierda a derecha) - 30 mn-k3-ḥr (Menkahor) - Menkauhor - 31 m3ˁt-k3-rˁ (Maatkara) - Dyedkara-Isesi - 32 u-n-i-s (Unis) - Unis Dinastía VI - 33 t-t-i (Teti) - Teti - 34 p-p-y (Pepy I) - Pepy I - 35 mr-n-rˁ (Merenra) - Merenra I - 36 nfr-k3-rˁ (Neferkara) - Pepy II Dinastía XI (en orden inverso) - 46 nb-ḥept-rˁ (Nebhepetra) - Mentuhotep II - 45 s-ˁnj-k3-rˁ (Seanjkara) - Mentuhotep III Dinastía XII (en orden inverso) - 44 s-ḥtp-ib-rˁ (Sehetepibra) - Amenemhat I - 43 ḫpr-k3-rˁ (Jeperkara) - Senusert I - 42 nb-k3-rˁ (Nubkara) - Amenemhat II - 41 ḫˁ-ḫpr-rˁ (Jajeperra) - Senusert II - 40 ḫˁ-k3-rˁ (Jakaura) - Senusert III - 39 ny-m3ˁt-rˁ (Nymaatra) - Amenemhat III - 38 ni-m3ˁ-ḫeru-rˁ (Nimaajerura) - Amenemhat IV - 37 sbk-k3-rˁ (Sebekkara) - Neferusobek Dinastía XVIII (Parcialmente legibles) - 47 nb-pḥty-rˁ (Nebpehtyra) - Amosis I - 48 ḏsr-k3-rˁ (Dyeserkara) - Amenhotep I - 49 3ˁ-ḫpr-k3-rˁ (Aajeperkara) - Tutmosis I - 50 3ˁ-ḫpr-n-rˁ (Aajeperenra) - Tutmosis II - 51 mn-ḫpr-rˁ (Menjeperura) - Tutmosis III - 52 3ˁ-ḫpr.u-rˁ (Aajeperura) - Amenhotep II - 53 mn-ḫpr.u-rˁ (Menjeperura) - Tutmosis IV - 54 nb-m3ˁt-rˁ (Nebmaatra) - Amenhotep III - 55 ḏsr-ḫpr.u-rˁ Stp-n-rˁ (Dyeserjeperura Setepenra) - Horemheb Dinastía XIX (Parcialmente legibles) - 56 mn-pḥty-rˁ (Menpehtyra) - Ramsés I - 57 mn-m3ˁt-rˁ (Menmaatra) - Seti I - 58 usr-m3ˁt-rˁ (Usermaatra) - Ramsés II |